# 犬山市立城東小学校
犬山市立城東小学校（いぬやましりつ　じょうとうしょうがっこう）は、愛知県犬山市塔野地にある公立小学校。

## 沿革
- 1873年（明治6年）
  - 4月 - 丹羽郡善師野村に志立学校が開校する。
  - 12月 - 丹羽郡塔野地村に永明学校が開校する。今井村、奥入鹿村に分教場を設置する。
- 1875年（明治8年）3月 - 今井村の分教場が今井学校として独立する。
- 1877年（明治10年） - 丹羽郡富岡村に富岡学校が開校する。
- 1879年（明治12年）2月 - 池野村大字奥入鹿（旧・奥入鹿村）の分教場が入鹿学校として独立する。
- 1888年（明治21年） - 志立学校、永明学校、富岡学校を統合し、尋常小学塔野地学校となる。前原村が富士見学校から尋常小学塔野地学校に移る。校舎を新築し、移転する。
- 1889年（明治22年）10月1日 -
  - 塔野地村と前原村が合併し、岩田村が発足する。
  - 富岡村、継鹿尾村、栗栖村、善師野村が合併し、善師野村が発足。
- 1892年（明治25年） - 岩田尋常小学校と善師野尋常小学校に分立する。
- 1906年（明治39年）10月1日 - 今井村、善師野村、岩田村が合併し、城東村が発足する。
- 1907年（明治40年）4月 - 岩田尋常小学校と善師野尋常小学校を統合し、城東第一尋常小学校となる。
- 1913年（大正2年） - 校舎を新築し、移転する。
- 1919年（大正8年） - 高等科を設置し、城東尋常高等小学校に改称する。
- 1941年（昭和16年）4月1日 - 城東国民学校に改称する。
- 1947年（昭和22年）4月1日 - 城東村立城東小学校に改称する。
- 1954年（昭和29年）4月1日 - 犬山町、城東村、羽黒村、楽田村、池野村が合併し市制施行。犬山市となる。同時に犬山市立城東小学校に改称する。
- 1971年（昭和46年） - 新校舎（鉄筋コンクリート造）が完成する。
- 1973年（昭和48年） - プールが完成する。
- 1979年（昭和54年）4月1日 - 犬山市立東小学校を分離する。

## 校区
- 校区は自治会としては、杉1・2・3、寺洞2、南東、南中、南西1・2、中西1・2、寺田、中浦、中東、塔野地北、善師野台1・2・3・4、もえぎヶ丘1・2・3、向野、伏屋、清水、長見、大畔京大、ひばりヶ丘1・2、第2桜ヶ丘、富岡中、富岡東1・2、富岡西、富岡新町1・2・3-1・3-2・4・5、青木団地、城東団地、上切、四季の丘1・2・3・4・5・6・7である。

## 進学先中学校
- 公立中学校の進学する場合は、犬山市立城東中学校である。

## 交通アクセス
- 名鉄広見線富岡前駅下車、徒歩約15分。
- 犬山市コミュニティバス善師野・塔野地線「城東小学校西」バス停より徒歩すぐ。

## 周辺施設
- 犬山市立城東中学校 - 敷地が隣接
- 犬山市立城東子ども未来園
- 城東郵便局